# Supersam w Warszawie
SuperSam – pawilon handlowy, który znajdował się przy ul. Puławskiej 2 w Warszawie. Jedno z najwybitniejszych osiągnięć modernizmu w Polsce. Wybudowany w 1962 był pierwszym supersamem w Polsce – od tego obiektu pochodzi nazwa podobnych placówek handlowych charakterystycznych szczególnie dla drugiej połowy okresu PRL. Został zburzony w 2006, a w jego miejscu w latach 2010–2013 wzniesiono kompleks biurowo-handlowy Plac Unii.

## Historia

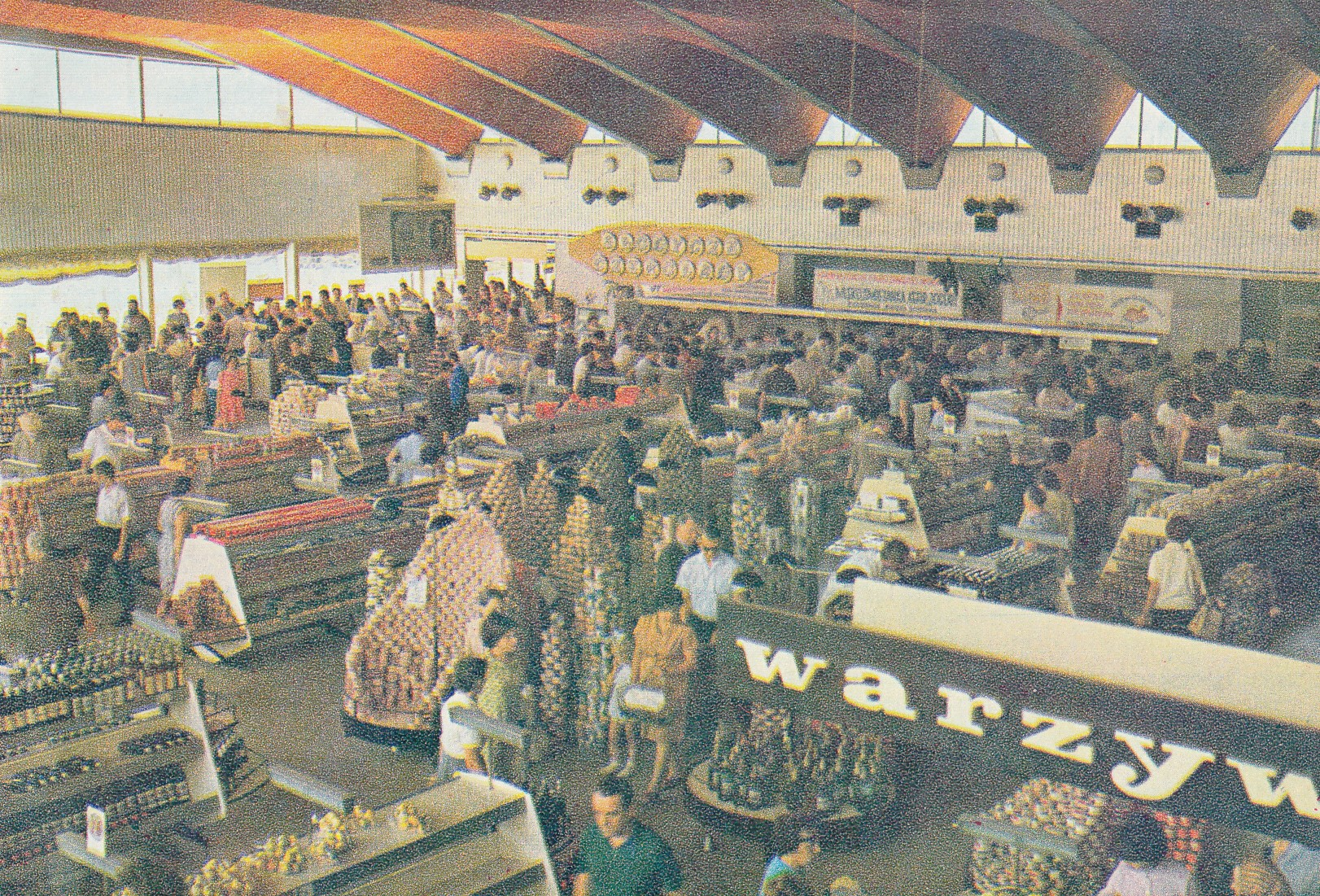
Wnętrze sklepu (dział spożywczy) w latach 60.

Warszawski Supersam został otwarty 6 czerwca 1962. Był to nowatorsko skonstruowany budynek, z dachem na zasadzie tensegrity zawieszonym i utrzymywanym w miejscu za pomocą dźwigarów i stalowych lin, projektu trzech architektów: Jerzego Hryniewieckiego, Macieja Krasińskiego, Ewy Krasińskiej oraz trzech konstruktorów: Wacława Zalewskiego, Stanisława Kusia i Andrzeja Żórawskiego.
W jednoprzestrzennym pawilonie o powierzchni użytkowej 6 tys. m² umieszczono największy w Warszawie samoobsługowy sklep spożywczy. Posiadał on własną piekarnię, wytwórnię garmażeryjną, rozbieralnię mięsa, palarnię kawy oraz paczkarnię. Znajdował się tam także bar kawowy i samoobsługowy bar „Frykas” na ok. 170 osób.
7 sierpnia 1971, podczas rekordowych upałów, Supersam odwiedził premier Piotr Jaroszewicz, interesując się stanem zaopatrzenia placówki w artykuły spożywcze i napoje chłodzące. Premier zalecił zwiększenie częstotliwości zaopatrywania sklepu w artykuły mięsne i zainstalowanie urządzeń wentylacyjnych.
9 kwietnia 2006 Supersam został zamknięty z powodu ekspertyzy Powiatowego Inspektoratu Nadzoru Budowlanego, z której wynikało, że konstrukcja dachu budynku jest skorodowana. Mimo przeprowadzonej kampanii na rzecz uratowania Supersamu przed zburzeniem jako cennego obiektu architektury modernistycznej budynek został rozebrany w grudniu 2006. W 2009 roku opublikowano projekt wzniesienia na działce biurowca z częścią handlową pod nazwą Plac Unii.
W 2008 Supersam otwarto ponownie w innej lokalizacji, w parterowej hali przy ul. Puławskiej 131 (róg ul. Domaniewskiej). Hala funkcjonowała jako zastępcza do października 2013, kiedy to Supersam wrócił na ul. Puławską 2, lokując się na piętrze podziemnym kompleksu biurowo-handlowego Plac Unii. W lutym 2019 Spółdzielnia Spożywców Supersam poinformowała o zakończeniu działalności w zastępczej lokalizacji z dniem 1 marca 2019 z powodu nierentowności sklepu. W tym samym miejscu wkrótce potem otwarto sklep sieci Carrefour. We wnętrzach pozostawiono jednak zdjęcia historyczne dawnego Supersamu, które znajdują się na ścianach ponad regałami.